# International Snowboarding Federation
Die International Snowboarding Federation (ISF) war von 1990 bis 2002 eine weltweite Dachorganisation für Snowboardverbände. Sie war die zentrale Administrationsstelle für Bewerbe, professionelle Snowboarder, Wertungen und sonstige Organisation (Sponsoren, Medien, Austragungsorte etc.).

## Geschichte

### Entstehung
1989 entstand nach dem schnellen Aufstieg des Snowboardsports die ISA (International Snowboard Association), um eine weltweite Austragung des Sports zu ermöglichen. Kernaufgabe war es vor allem, internationale Sportler in einer gemeinsamen Wertung zu führen und Wettbewerbe zu koordinieren. Die Organisation bestand anfangs aus fünf Nationalverbänden mit 120 Sportlern und hatte seinen Sitz in Vancouver.
1991 schlossen sich die nationalen Snowboardverbände zur International Snowboarding Federation zusammen. Niederlassungen in den USA, Europa und Japan wurden eröffnet und koordinierten Wettbewerbe, Wertungen der Fahrer, Kommunikation mit den Medien sowie die Organisation von Saisonsgestaltungen.

### Entwicklung
1994 veranlasste der stark ansteigende Beliebtheitsgrad des Sports die FIS, Snowboarden als Wettbewerbsdisziplin zu führen und eröffnete somit eine zweite Liga. Von Anfang an herrschte zwischen den beiden Verbänden ein schlechtes Verhältnis, was vor allem unter den Fahrern zu starken Differenzen führte.
1995 entschied sich das Internationale Olympische Komitee für die Aufnahme des Snowboarden in das Programm Olympischer Winterspiele, jedoch gab sie deren Verwaltungsvollmacht in die Hände der FIS. Dies zum Ärger der ISF und deren Fahrer, die zu diesem Zeitpunkt als die besten der Welt galten. Diese Entscheidung galt als sehr umstritten und wurde in vielen Kreisen als rein politisch interpretiert. Da die Teilnahme an den Olympischen Spielen nur durch eine Qualifikation in FIS-Bewerben möglich war, weigerten sich zahlreiche ISF-Fahrer, an diesen Austragungen teilzunehmen.
1996 wurden von der FIS die ersten Weltmeisterschaften veranstaltet und bildeten damit einen klaren Gegenpol zu den ISF-Bewerben. Kontrovers diskutiert wurde vor allem, dass Snowboarder sich als Vertreter einer eigenständigen Sportart betrachteten und nicht von einem Skiverband vertreten werden wollten. Durch die Unterordnung unter eine als starr geltende Organisation sah man den freien Geist gefährdet, der zu diesem Zeitpunkt in der Szene sehr stark war.

### Abstieg
1998 zogen die ISF-Snowboarder aufgrund mehrerer Skandale die Aufmerksamkeit auf sich und ließen die FIS ihre Position im Snowboardsport festigen. Terje Håkonsen zog letzte große Aufmerksamkeit auf die ISF, indem er sich weigerte, an den Olympischen Winterspielen 1998 in Nagano teilzunehmen. Er war zu diesem Zeitpunkt bereits dreifacher Weltmeister der ISF-Wertung und galt als Topfavorit in der Halfpipe. Sponsoren, Medien und letztlich auch Zuschauer wandten sich mehr und mehr den FIS-Bewerben zu, die auch in ihrer Qualität und ihrem Anspruch stark wuchsen. Die ISF geriet dadurch in große finanzielle Schwierigkeiten und musste mehrere Niederlassungen schließen.
Am 22. Juni 2002 musste die Zentrale in Innsbruck Konkurs anmelden und ihre Aktivitäten einstellen. Bereits geplante Veranstaltungen wurden zu 100 Prozent in die Hände der austragenden Nationalverbände gegeben. Zu ihrer Höchstzeit verwaltete die ISF ca. 12.000 Snowboarder bzw. ca. 60.000 Mitglieder und organisierte rund 2.000 regionale, nationale und internationale Veranstaltungen sowie Weltmeisterschaften, Welttouren und Spezialveranstaltungen. Das Motto war „Von Snowboarder für Snowboarder“ und repräsentierte wohl in letzten Zügen die Subkulturentwicklung des Sports mit einer stark ausgeprägten Mentalität. 